# Johann Georg Lickl
Johann Georg Lickl   (Korneuburg, 11 d'abril de 1769 - Pécs, 12 de maig de 1843) fou un organista i compositor austríac.
Es donà conèixer a Viena com a notable organista, compositor i professor de piano, i el 1806 fou nomenat mestre de capella de la principal església de Füntkirchen.
Va escriure un gran nombre de composicions religioses, com misses, vespres, lletanies, salms, etc.; sonates, quintets, quartets, dues sèries d'harmonies, valsos, etc., i les òperes Der Zauberpfeil, Der Bruder von Kakrau, Astaroth der Verführer, Faust Leben, Thateh und Hoelleenfahrt, Der vermeinte Hexenmeister, Der Orgelsfrieler, Der Durchmarsch i Der Brigitta-Kirchtag.
Els seus fills, Carl Georg Lickl (1801, Viena-1877, Viena) i Ägidius Karl Lickl (1803, Viena-1864, Trieste), també van ser compositors, la producció dels quals inclou obres per a piano i per a la fisarmònica, incloent una transcripció de la missa de Beethoven en C major per a la fisarmònica i el piano.